# Anna Netsjajevskaja
Anna Aleksandrovna Netsjajevskaja (Russisch: Анна Александровна Нечаевская) (Tjoply Roetsjej (Oblast Vologda), 21 augustus 1991) is een Russische langlaufster. Ze nam onder olympische vlag deel aan de Olympische Winterspelen 2018 in Pyeongchang.

## Carrière
Netsjajevskaja maakte haar wereldbekerdebuut in februari 2013 in Sotsji. In januari 2015 scoorde de Russin in Val di Fiemme haar eerste wereldbekerpunten. Tijdens de Olympische Winterspelen van 2018 in Pyeongchang eindigde ze als tiende op de 10 kilometer vrije stijl. Samen met Natalja Neprjajeva, Joelia Beloroekova en Anastasia Sedova veroverde ze de bronzen medaille op de estafette.
In januari 2019 behaalde Netsjajevskaja in Val di Fiemme haar eerste toptienklassering in een wereldbekerwedstrijd. Op de wereldkampioenschappen langlaufen 2019 in Seefeld eindigde de Russin als vijftiende op de 15 kilometer skiatlon en als zeventiende op de 30 kilometer vrije stijl. Op de estafette legde ze samen met Joelia Beloroekova, Anastasia Sedova en Natalja Neprjajeva beslag op de bronzen medaille.

## Resultaten

### Olympische Spelen
| Jaar | Plaats      | Resultaten                               |
| ---- | ----------- | ---------------------------------------- |
| 2018 | Pyeongchang | 10e 10 km vrije stijl · 4×5 km estafette |

### Wereldkampioenschappen
| Jaar | Plaats  | Resultaten                                                    |
| ---- | ------- | ------------------------------------------------------------- |
| 2019 | Seefeld | 15e 15 km skiatlon · 17e 30 km vrije stijl · 4×5 km estafette |

### Wereldbeker
Eindklasseringen
| Seizoen   | Algm | DI  | SP | TdS |
| --------- | ---- | --- | -- | --- |
| 2014/2015 | 101e | 73e | –  | 34e |
| 2016/2017 | 115e | 91e | –  | –   |
| 2017/2018 | 47e  | 36e | –  | 18e |
| 2018/2019 | 33e  | 26e | –  | 12e |
| 2019/2020 | 53e  | 42e | –  | 29e |
| 2020/2021 | 38e  | 32e | –  | 22e |